# For Our Utopia
For Our Utopia(fOu)는 대한민국의 스타크래프트 II 프로게임단이었다.

## 개요
본래 현재 e스포츠 감독 에이전트로 활동했던 박재석(Shadow)가 만든 유명 스타크래프트 클랜이었던 fOu는 스타크래프트 II 출시 이후 스타크래프트2 클랜으로 활동하다가, 당시 클랜 숙소를 운영하던 최원석이 같은 클랜 숙소생들과 함께 정식 프로게임단 창단을 결심, 2010년 10월 6일 스타크래프트 II 프로게임단 창단을 발표하였다.
2003년 12월 1일에 fOu 클랜 창단~2008년까지 스타크래프트 1에서 아마추어 대회 우승을 하면서 활동 ( 철구, 김정우등 다수의 프로게이머 배출)
2011년 7월 18일 FXOpen의 지원을 발표, FXOkorea로 활동하다가 2011년 8월 16일부터는 FXOpen으로 팀명을 변경하여 활동하기도 했다.
2013년 3월 29일 도타 2팀을 창단했다.
2013년 11월 1일 FXOpen과의 스폰서 계약 만료로 다시 fOu로 팀명을 변경했다.
2013년 12월 13일 도타 2팀이 해체되었다.
2014년 1월 8일 해체되었다.
리그오브 레전드에서 fOu팀으로 활동중이다.

## 주요 성적

### 스타크래프트 II
- GSTL Feb. 8강
- GSTL Mar. 8강
- GSTL May. 4강
- 2011 GSTL 시즌 1 12강
- 2012 IPL Team Arena Challenge 2 4위 (FXOpen)
- 2012 GSTL Season 1 4강 (FXOpen)
- 2012 핫식스 글로벌 스타크래프트 II 팀 리그 시즌 2 우승(vs 5:0 SlayerS) (FXOpen)
- 2012 핫식스 글로벌 스타크래프트 II 팀 리그 시즌 3 우승(vs 5:3 MVP) (FXOpen)
- 2013 HotS GSTL Pre Season 4강 (FXOpen)

### 도타 2
- 2013년 도타2 '넥슨 스타터리그'(NSL) 우승 (FXOpen)
- 2013년 도타2 넥슨 스폰서쉽 리그 준우승

## 갤러리

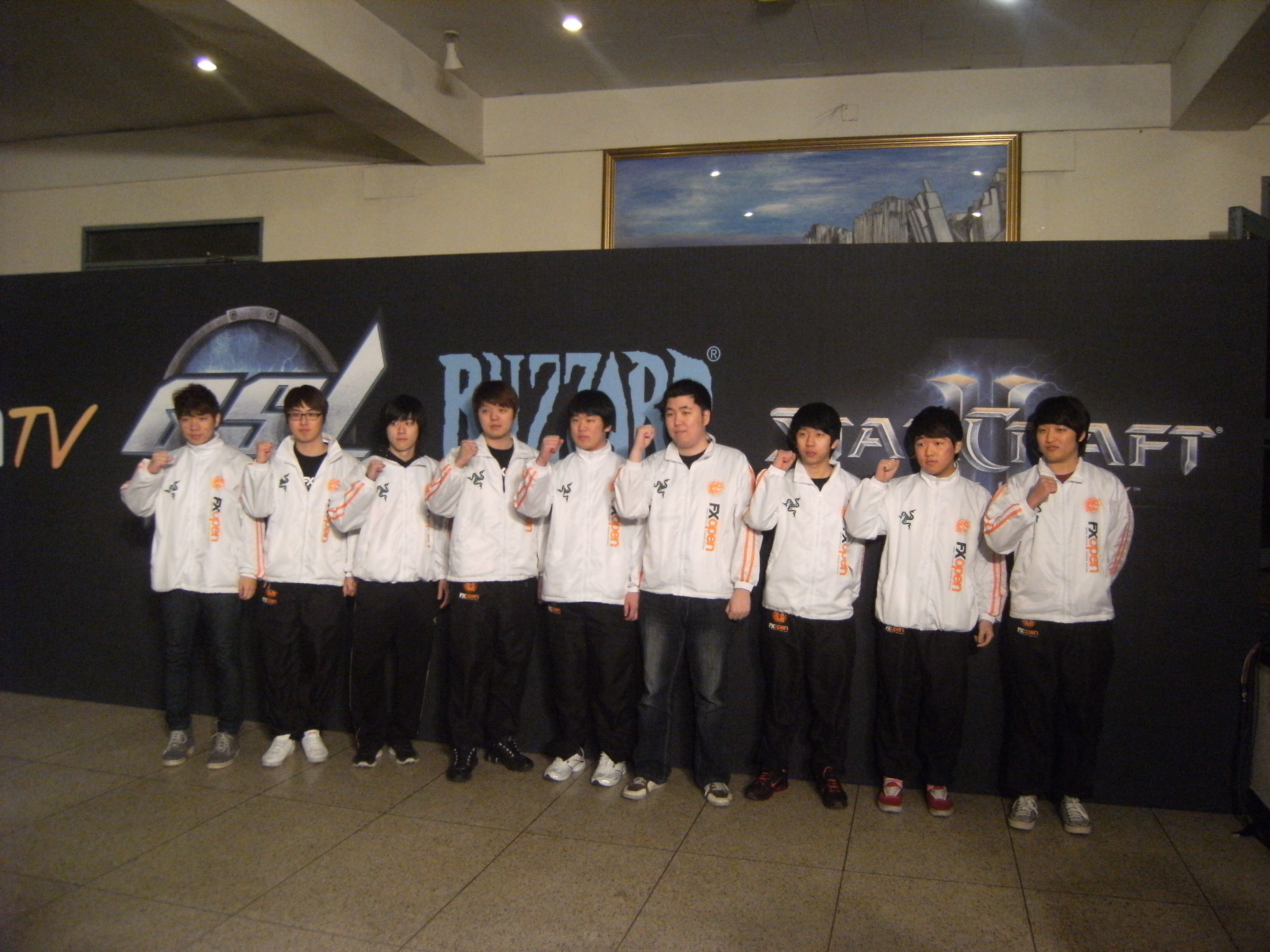

## 주요 종목
- 스타크래프트 II
- 도타 2